# Les Femmes d'Alger
Les Femmes d'Alger (Vrouwen van Algiers) is een serie van 15 schilderijen en tekeningen van de Spaanse kubistische kunstenaar Pablo Picasso. De serie is geïnspireerd door het schilderij Femmes d'Alger dans leur appartement uit 1834 van Eugène Delacroix. De serie is een van de vele series geschilderd door Picasso als eerbetoon aan kunstenaars die hij bewonderde.
De gehele serie van Les Femmes d'Alger werd in juni 1956 gekocht door Victor en Sally Ganz van Galerie Louise Leiris in Parijs voor $ 212.500. Veel van de individuele schilderijen in de serie zijn nu in prominente publieke en particuliere collecties te vinden.
"Version O", het laatste stuk uit de serie wat in 1955 werd geschilderd, werd in mei 2015 voor een recordbedrag van 179 miljoen dollar geveild bij Christie's. Het was op dat moment het duurste schilderij dat ooit werd geveild.